# 豫園
豫園（よえん、簡体字: 豫园、拼音: Yùyuán）は、中華人民共和国上海市黄浦区豫園街道に位置する明代の庭園。
「豫」は愉を示し、すなわち「楽しい園」という意。面積は約20km2。もとは四川布政使（四川省長にあたる）の役人であった潘允端が、刑部尚書だった父の潘恩のために贈った庭園で、1559年（嘉靖38年）から1577年（万暦5年）の18年の歳月を費やし造営された。完成した時には父は没していたといわれる。清代初頭、潘氏が衰えると荒廃するが、1760年（乾隆25年）、上海の有力者たちにより再建され、豫園は南に隣接する上海城隍廟の廟園となり「西園」と改称された。当時は現在の2倍の広さがあった。1853年（咸豊3年）園内の点春楼に小刀会の司令部が置かれた。1956年、西園の約半分を庭園として改修整備し現在の豫園となる。残りの部分が豫園商城となる。1961年に一般開放され、1982年は国務院により全国重点文物保護単位となる。入園には大人40元。子供20元。
龍は皇帝以外使ってはいけないとされる生き物であったが、皇帝が使用する龍は5本指に対し、龍壁の龍の指は三本指であり格下の龍とされる。
装飾や様式は伝統的（中華-上海的）でありつつ、周辺は中華的な高層建築物が並んでおり、観光地として豫園商城と呼ばれている。お土産物店や飲食店が軒を連ね、小籠包の本家を名乗る南翔饅頭店などがある。

## ギャラリー

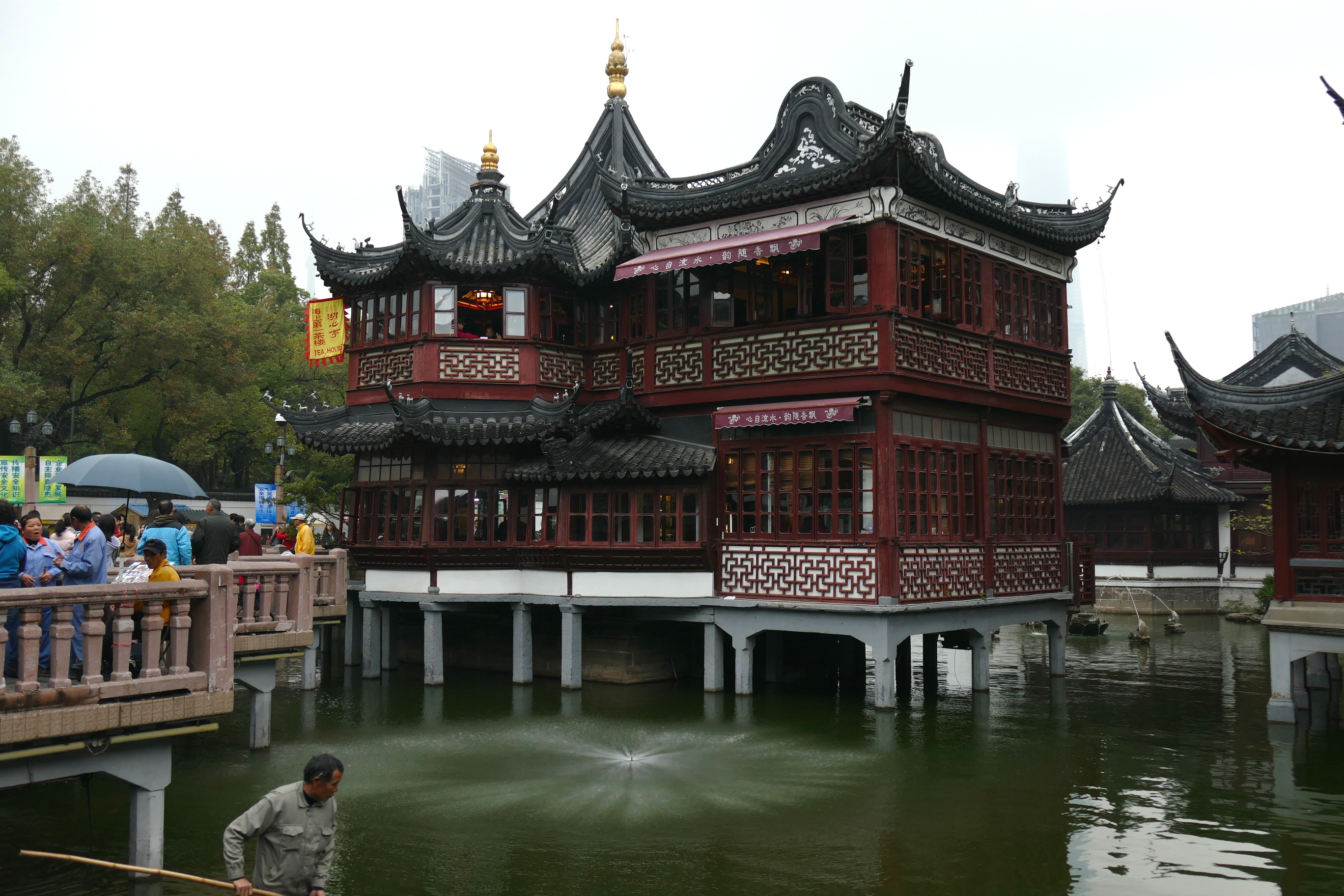
九曲橋（左）と湖心亭
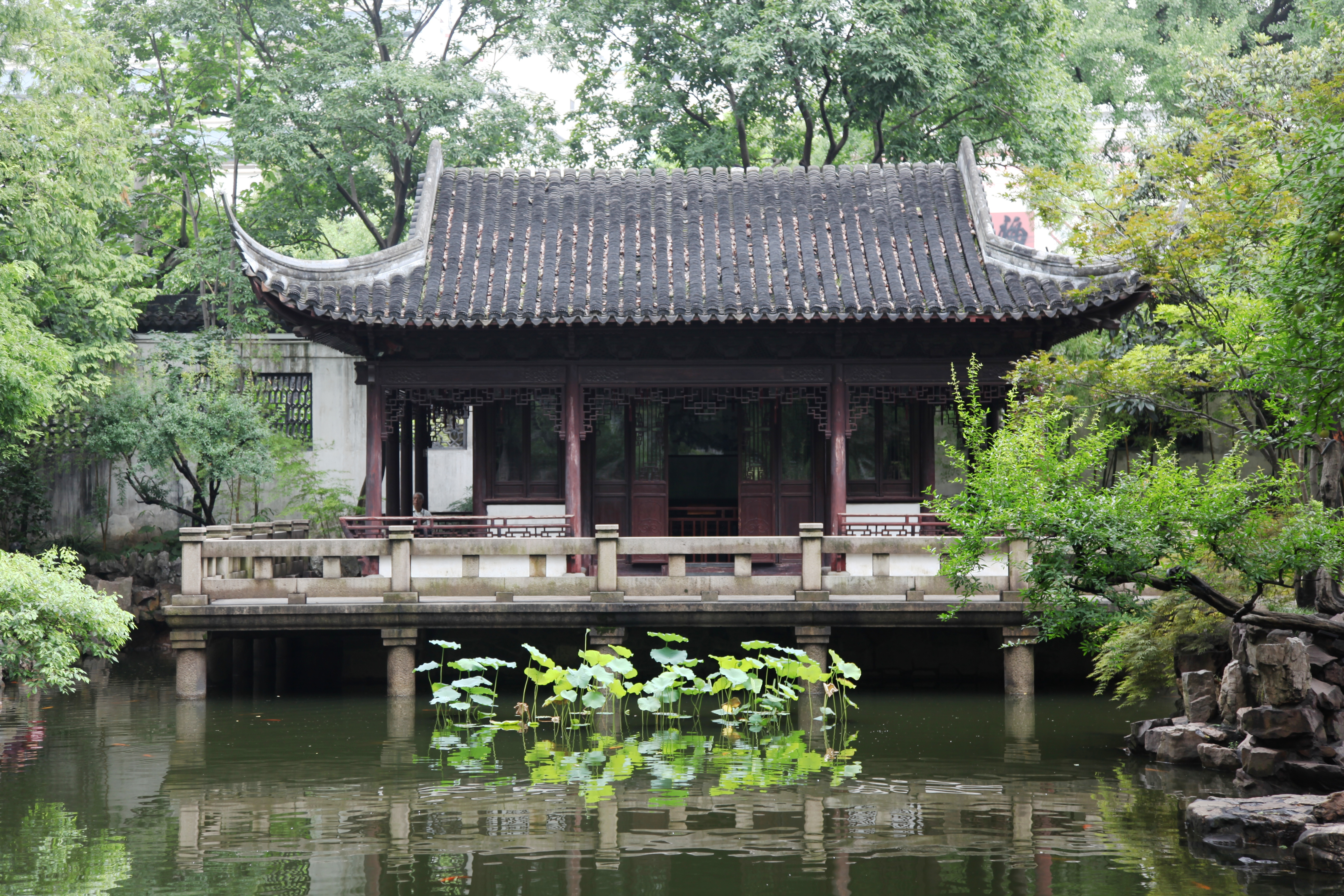
九獅軒
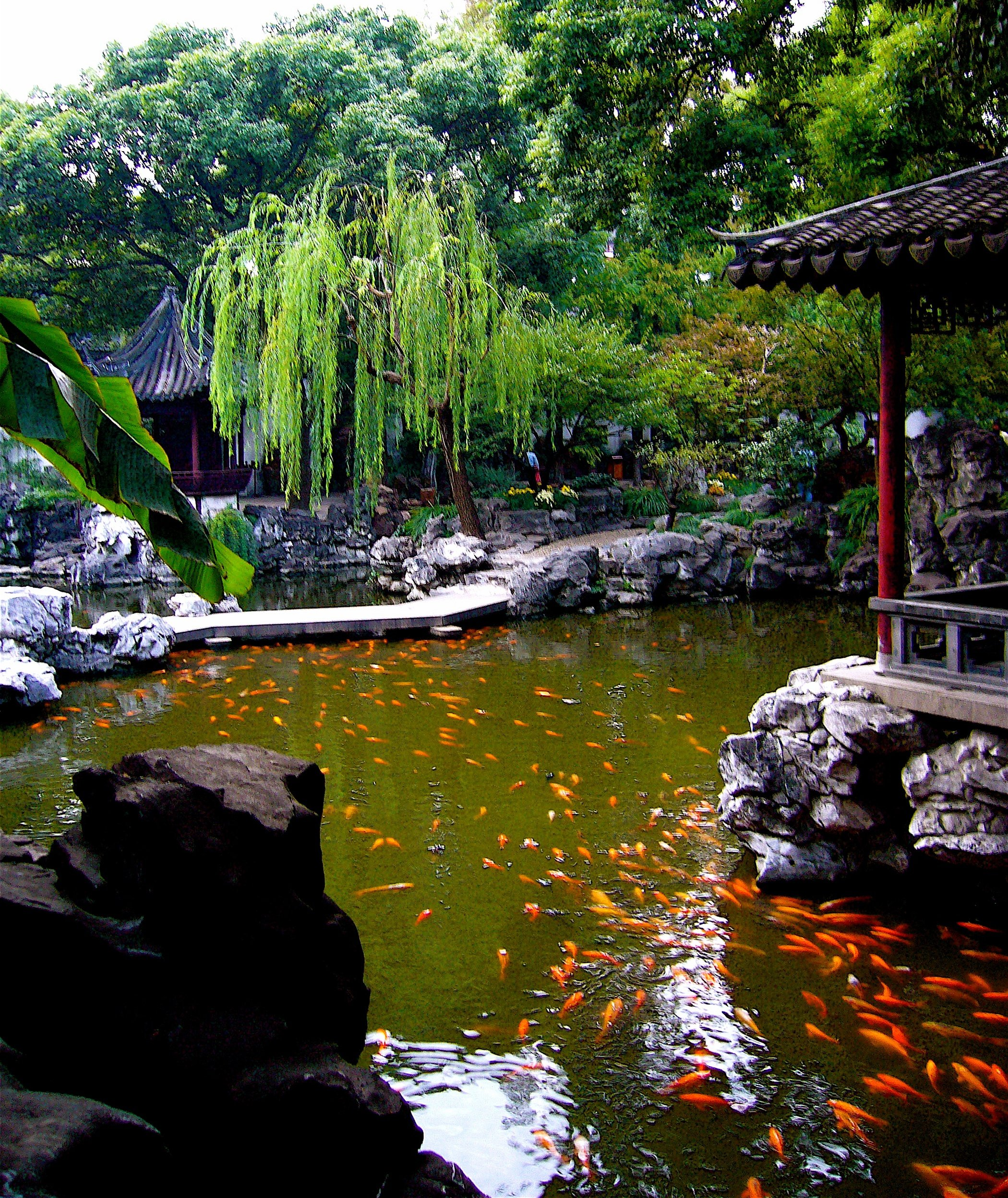
大池の金魚
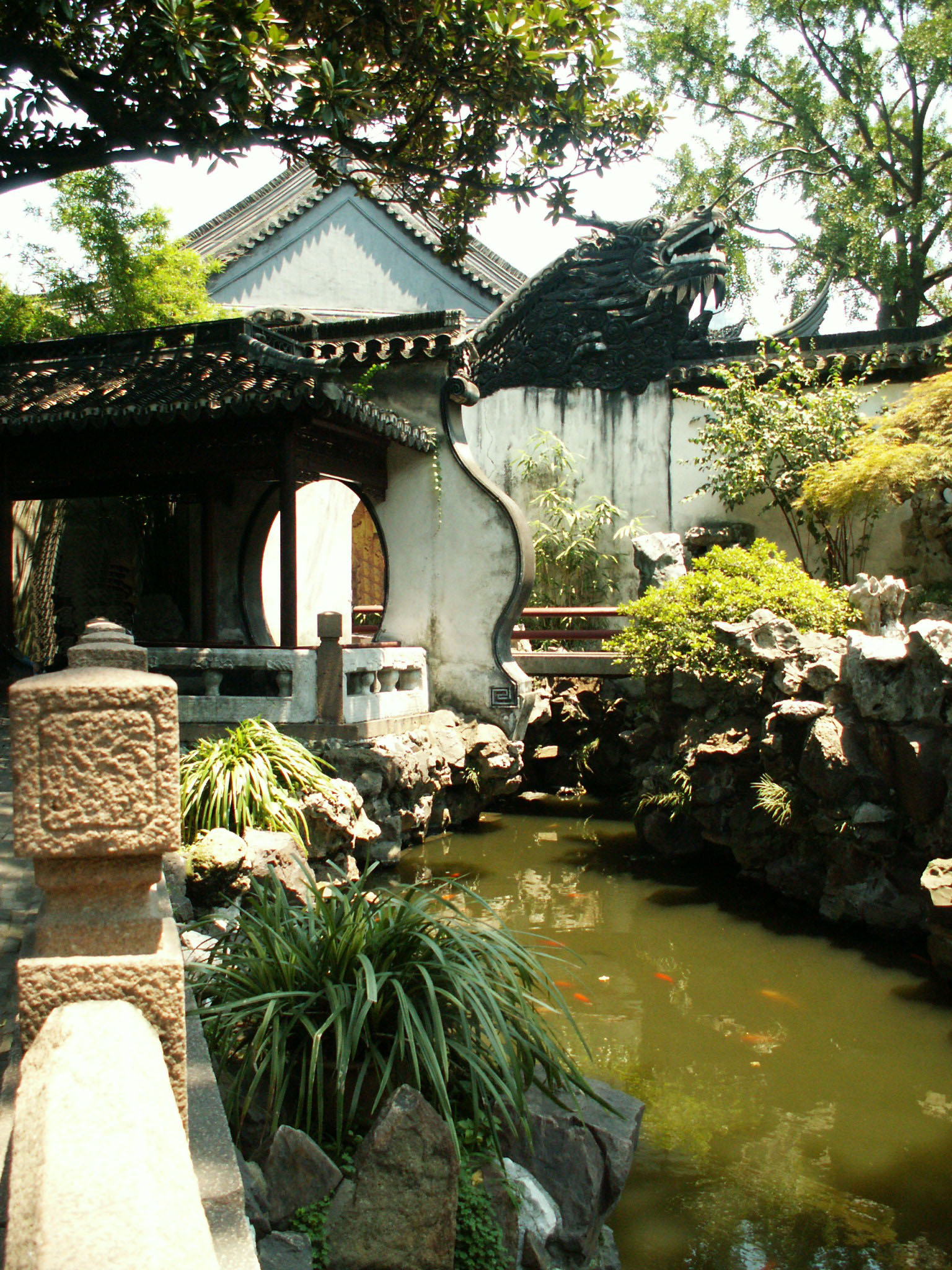
龍壁の末端
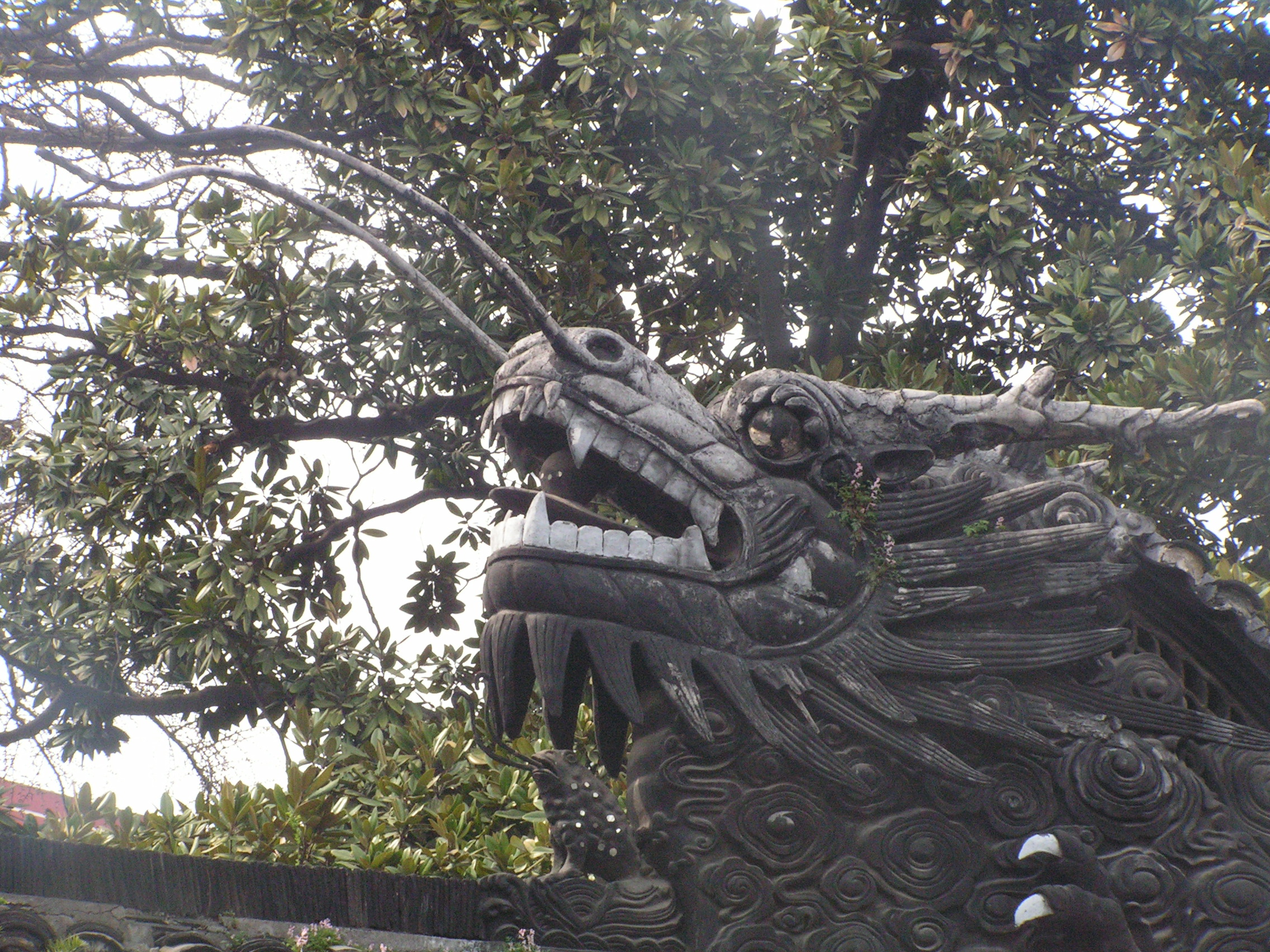
龍壁の龍
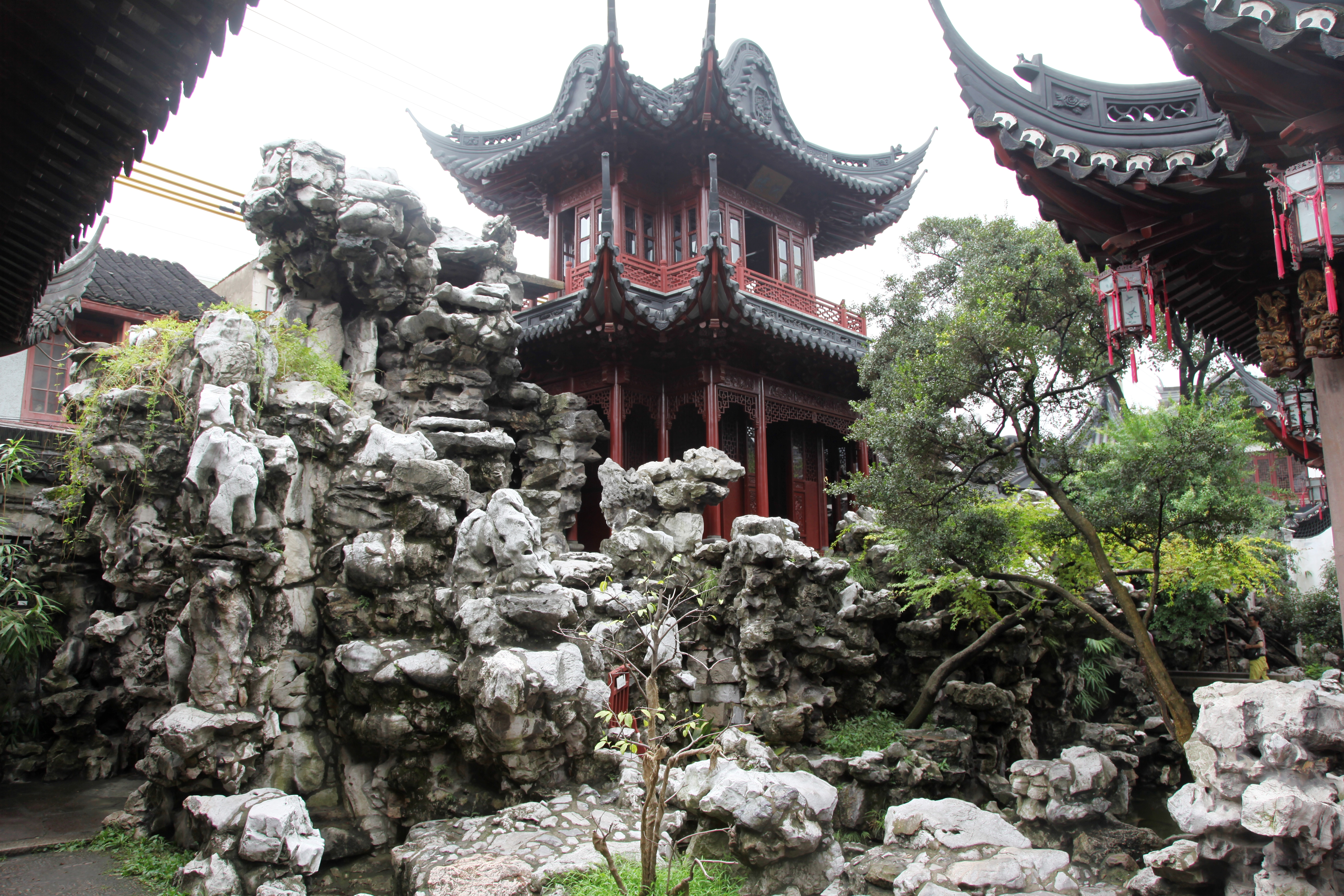
奇岩
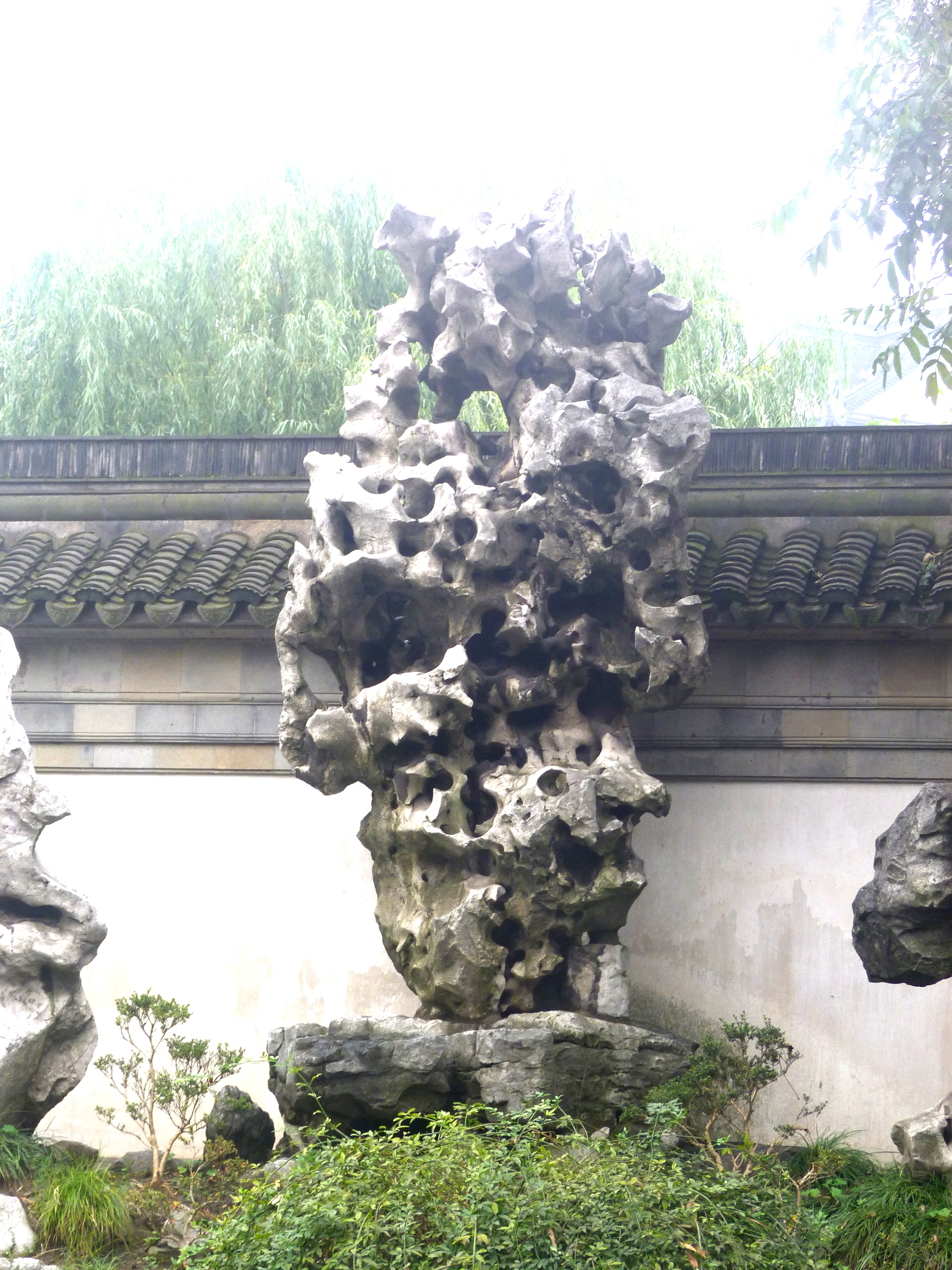
玉華堂